# El-Hadji Kane
El-Hadji Kane (Dakar, Senegal, 11 de abril de 1995) es un futbolista senegalés. Juega de defensor.

## Clubes
| Club         | País      | Año       | PJ | Goles |
| ------------ | --------- | --------- | -- | ----- |
| Binisalem    | España    | 2014-2015 | 30 | 1     |
| Ferriolense  | España    | 2015-2016 | 19 | 6     |
| Seinäjoen JK | Finlandia | 2016      | 8  | 0     |
| Sandefjord   | Noruega   | 2017-2019 | 29 | 1     |
| KPV Kokkola  | Finlandia | 2019-2020 | 5  | 0     |
| CD Santañí   | España    | 2020-2021 |    |       |
| CD Andrach   | España    | 2021-2022 |    |       |